# Skvotiranje u Španiji
Skvoterski pokret u Španiji, a pogotovo u Barseloni, je danas jedan od najrazvijenijih u Evropi. Pokret je naročito jak u industrijski više razvijenim regionima Španije, kao što su Katalonija, Madrid, Baskija, itd.
Zajednički naziv sa sve skvotove je okupa, ali se na španskom upotrebljava “Centros Sociales Okupados Autogestionados” (zauzeti samoupravni društveni centri, skraćeno CSOA), na katalonskom “Kasals Populars” (narodne kuće), a na baskijskom “Gaztextes” (domovi omladine).
Društveni centri su baza društvenih pokreta u Španiji. U njima, osim što se organizuju društvene aktivnosti, najčešće žive grupe mladih ljudi. Skvoterski pokret u je deo šireg antikapitalističkog pokreta, obično autonomnog ili anarhističkog. Skvoteri su najčešće uključeni u aktivnosti organizovanja komšiluka putem susedskih skupština. Dok se skvoterski pokret stišava u Severnoj Evropi (skvotovi u Nemačkoj i Holandiji se legalizuju i prinuđeni su da plaćaju rentu ili da isele) u Španiji je u punom jeku.
Češće marginalizovani od strane masovnih medija, skvoteri su razvili svoje medije: pamflete, fanzine, grafite, tribine, besplatne časopise, slobodne radio stanice, distributersku mrežu, pa čak i neformalne novinske agencije poput UPA i MOLOTOV.
Veliki broj skvotera je organizovan u zadruge ili poljoprivredne zadruge, koje skvoterima omogućuju pristup visoko kvalitetnoj, organski proizvedenoj hrani, po priuštivim cenama.
U Španiji je takođe prisutno zauzimanje zemlje (ili ruralno skvotiranje), posebno u poljoprivrednim oblastima poput Andaluzije.

## Istorijat
1931. je izbio veliki štrajk protiv kirija u Barseloni, kada su desetine hiljada ljudi mesecima odbijali da plaćaju kiriju. Tokom Španskog građankog rata od 1936. do 1939. je oko 60% republikanske zemlje bilo kolektivizovano.
Posle smrti fašističkog diktatora Franka 1975. dolazi do oživljavanja društvenih pokreta. Par godina nakon toga, početkom 1980-ih, dolazi do prvih zauzimanja praznih prostora.
Anarhistički sindikat CNT, proslavljen za vreme Španskog građanskog rata, je za vreme Frankove vladavine bio zabranjen, a imovina oduzeta. Posle Frankove smrti, omladina obnovljenog sindikata samoinicijativno zauzima zgrade koje su im nekad pripadale.
Skvotiranje se najviše širi sredinom 1980-ih, zajedno sa pank pokretom iz Engleske. U početku nije postojao španski naziv za skvotiranje, ali vremenom se za englesku reč skvot ustalila reč okupa (sa žargonskim k umesto c), što dolazi od reči okupacija, zauzimanje, a koristi se kako za čin zauzimanja, tako i za zauzeti prostor.
Prema Karitasu, u Španiji je 273.000 ljudi bez prikladnog smeštaja, jer žive na ulici, u barakama, kolibama, udžericama, i sl. dok 1.350.000. praznih prostora postoji širom Španije. “Karitas predlaže da se udvostruči stambeni fond. Mi predlažemo skvotiranje.“ - kažu stanari socijalnog centra Kasa de la Muntanya.
1992. su se održavale Olimpijske igre u Barseloni, što su bili loši dani za skvoterski pokret, jer je vlada par meseci pre toga krenula da “čisti” i da “šminka” grad za tu manifestaciju.
Posle 1996. dolazi do porasta represije, ali i do porasta pokreta. Pokret se uključuje u talas antiglobalističkih protesta protiv samita ekonomske i političke elite širom Evrope.
Feministkinje su bitan deo skvoterskog pokreta, pa tako postoje skvotirani ženski socijalni centri poput La Jerónima u Valensiji i La Eskalera Karakola u Madridu, gde redovno drže radionice iz samoodbrane, gimnastiku, ženski pab i žurke mudrih žena (fiestas de meiga).
U Španiji, kao i drugim civilizovanim zemljama, su česti protesti protiv urbanog razvoja i širenja grada. Prilikom jednog protesta 1990-ih protiv izgradnje ceste, koja je značila rušenje 1.651 domova, skvoteri su zauzeli prazno skladište koje je postalo dugovečni socijalni centar u Valensiji. Centar je nazvan Pepika La Pilona prema lokalnoj prostitutki i “najvoljenijem stanovniku te oblasti”.
15. aprila 2000. godine je 4000 ljudi u Barseloni marširalo protiv špekulacija nekretninama.
2002. je četvoro skvotera iz Valensije iseljeno iz kuće, uhapšeno i na njih je primenjen zakon protiv terorizma, što podrazumeva zatvorske kazne do 15 godina.
2004. posle prinudnog iseljenja skvota L'Hamsa u Barseloni su izbili neredi i skvoteri su polupali izloge banaka i agencija za nekretnine, zapalili policijska kola i ispisali slogane po celom gradu.

## Zakon
Skvotiranje nije legalno u Španiji. Sve do donošenja novog krivičnog zakona krajem 1996. skvotiranje se nalazilo na tankoj granici između zakona i nelegalnosti, ali nije bilo krivično delo. Vlast je pokazivala određenu toleranciju prethodnih decenija, jer se na taj način rešavao problem beskućnika. U prvim godinama demokratije, hiljade bespravnih useljenja je legalizovano. Po starom zakonu je prvo išla sudska tužba, pa tek onda iseljenje, a po novom, prvo iseljenje, pa sudska tužba.
Novi 1996. novi krivični zakonik je stavio skvotiranje van zakona i narednih godinu dana vlast je iselila mnoge kuće i socijalne centre, među kojima su David Castilla, Lavapiés, Guindalera, itd. Utisak mnogih skvotera je da vlast želi da se potpuno obračuna sa pokretom i da zaustavi proces “društvene rekonstrukcije nade”, dok neki za to krive EU koja često zahteva strože zakone u mnogim oblastima od zemalja članica.

## Barselona
Barselona ima oko 3 miliona stanovnika. Iako nelegalno, skvotiranje je u Barseloni široko rasprostranjeno. U gradu se nalazi oko 200 skvotova, od kojih su preko 30 socijalni centri, sa oko 2000 učesnika u skvoterskom pokretu. Postoje besplatni internet kafei, besplatna menza svako veče, besplatne nedeljne novine…
Iseljenje socijalnog centra Cine Princesa 1996. je bila prekretnica u razvoju skvoterskog pokreta u Barseloni i od tada je pokret sve jači. Pre toga nije mnogo ljudi znalo o skvotiranju – šta oni rade, šta hoće, za šta se zalažu.

### Cine Princesa
Cine Princesa (Kino Princeza) je bio poznati socijani centar u napuštenoj zgradi bioskopa, u centru grada, smešten na jednoj od najvećih avenija u Barseloni, svega 200 metara od najveće policijske stanice, blizu svih većih banaka i katalonske i gradske vlade. Stari bioskop je ležao prazan 12 godina, pre no što je skvotiran 10. marta 1996. Veoma je brzo renoviran, i u njemu su počele svakojake aktivnosti: koncerti, pozorište, filmovi, tribine i izložbe. Društveni centar je ubrzo stekao popularnost u susedstvu, kao i veliki medijski interes. Tu su se održavale i velike žurke za prikupljanje pomoći zapatistima. U julu je stigao nalog za iseljenjem i usledilo je tri meseca demonstracija, festivali solidarnosti, sa mnogim poznatim izvođačima. I pored svega, 28. oktobra je stiglo 30 policijskih marica, 2 helikoptera i preko 200 teško naoružanih specijalaca. Oko četrdeset skvotera se zabarikadiralo unutra i gađalo policiju, a kada su policajci stigli do njih, pretukli su ih, vređali, uhapsili ih sve i odveli ih u policijsku stanicu, gde je nasilje nastavljeno. Omladina iz kraja se ubrzo okupila, i njih oko 2000 je otišlo pred policijsku stanicu da zahteva puštanje 48 uhapšenih. Uveče su se demonstracije raširile po centru grada, policijska kola su paljena i uništavana, a borbe su trajale do ranih jutarnjih časova.
Posle ovog nasilnog gašenja jednog bioskopa, masovni mediji su počeli da govore o skvoterima. Veliki broj građana koji su videli scene policijskog nasilja na medijima, su počeli da podržavaju pokret. Vlada je postigla upravo suprotan efekat – hteli su da ugase pokret, ali su ga ojačali. 1997. skvotovi počinju da niču kao pečurke posle kiše u Barseloni. Ipak, četvoro uhapšenih skvotera je dobilo ukupnu zatvorsku kaznu od 8 godina.

### Skvoterska skupština
U Barseloni postoji Skvoterska skupština (Assemblea d'Okupes) koja pokušava da malo koordinira skvoterske akcije. U zavisnosti od političke situacije, je manje ili više aktivna, ali kad zapreti opasnost iseljenja, igra veoma bitnu ulogu.
Još jedan primer koordinacije skvotera u Barseloni je Info-uzurpa, neka vrsta vodiča kroz barselonske socijalne centre. Na njihovoj stranici (usurpa.squat.net) se nalazi spisak skoro svih socijalnih centara u Barseloni i okolini, sa nedeljnim rasporedom dešavanja u svakom. Info-uzurpa takođe nudi nacionalne i internacionalne vesti o otporu širom sveta.

## Madrid
U Madridu je, pored Barselone, skvoterski pokret jedan od najjačih. U gradu postoji razvijena scena socijanih centara još od 1980-ih godina.
Krajem 1990-ih dolazi do prinudnih iseljenja, bez najave, mnogih starih i poznatih socijalnih centara poput: CSO Vendetta, CSO La Galia i CS La Biblio.
U Madridu postoji “Asamblea de Kasas Okupadas y Centros Sociales de Madriz” (Skupština zauzetih kuća i socijalnih centara Madrida), koja pokušava da poveže razne socijalne centre i podstakne umrežavanje u Madridu. 
Postoji i mreža 12 autonomnih grupa pod nazivom Autonomna borba (Lucha Autónoma), koja ima za cilj da “gradi novu antagonističku subjektivnost sposobnu da oslobodi prostore i teritorije od logike novca i njegovih raznih vidova.“ 

## Ruralno skvotiranje
U Španiji, prema grubim procenama, postoji oko 1500 napuštenih sela, kao rezultat migracije sela u gradove. Od toga je između 30 i 40 sela skvotirano tj. ponovo naseljeno. Neka su još uvek nepoznata javnosti, dok mnoga druga pokušavaju da se povežu između sebe. 1970-ih i 1980-ih je postojao MAR (ruralni alternativni pokret), koji je koordinisao nekoliko skvotiranih sela, dok danas postoji FACC (anarhistička federacija kolektiva nad zemljom) koji je osnovan 1990.
Razlozi za skvoterski “povratak zemlji” variraju od čoveka do čoveka, ali najčešći su: ne plaćanje poreza, bežanje od otuđenosti grada i kapitalističkih odnosa, povratak prirodi, veća sloboda, kontrola nad sopstvenim životom, svež vazduh i zdrava hrana. Takođe, prinudno iseljenje na selu je dosta ređa pojava.
Neo-ruralizam je pokret koji odbacuje socijalne strukture velikih gradova i pokušava da uspostavi sistem skupština malih ruralnih zajednica, koje žive u harmoniji sa prirodom. To je pokret ponovnog naseljavanja napuštenih naselja, kako legalno, tako ilegalno. Ilegalni deo pokreta se zove ruralno skvotiranje, a na njega se najčešće odvažuju ljudi bez novca, kojima je teško da prežive na betonu velikih gradova Španije. Najčešće se, pored uzgajanja povrća, bave cirkuskim aktivnostima, kako bi putujući zaradili neki novac na uličnim nastupima. Takođe, prodaju rukotvorine turistima.
Čest je slučaj da pojedinci koji odu u planine da žive, uopšte ne znaju da postoje druge grupe i čitava naselja koja dele sličnu filozofiju. Oni obično naseljavaju najudaljenije planinske predele, gde ruka vlasti ne doseže. Ideal ruralnog skvotiranja je samodovoljnost i zadružna ekonomija.

## Literatura
- Damjan Pavlica, Skvoterski pokret[мртва веза]

## Spoljašnje veze
- Squatting in Spain Архивирано на веб-сајту  (21. април 2021)
- Squatting Espana Архивирано на веб-сајту  (31. август 2021)
- Squatting in Barcelona
- Squatting South of the Pyrenees
- Struggles South of the Pyrenees Архивирано на веб-сајту  (12. октобар 2006)
- Okupa y Resiste (na španskom)
- Skvoterski nedeljni vodič kroz Barselonu (na španskom)
- Spisak prinudnih iseljenja u Španiji od 1985. (na španskom)